# Симфония от камъни
Каменна симфония или "Базалтов орган", е природен паметник, който се намира по поречието на река Азад, в района на село Гарни. Включен е в списъка на природните паметници на Армения (KT-GE037).
"Симфонията" се състои от огромни петоъгълни и шестоъгълни базалтови колони (високи около 50 м), които са толкова невероятно симетрични, че изглеждат като ръчно изработени. Природата е създала низът от колони, висящи над реката, които много напомнят на  музикален инструмент - оттам и името - "Базалтов орган". Река Азад тече през ждрелото, съчетавайки каменното си великолепие с шума на водата.

## История
В резултат на охлаждането и кристализацията на вулканична лава и под високо налягане, тези скали са образували удивителни форми. Създаденият от природата паметник се отличава с великолепните си скални форми, които са съставени от правилни шестоъгълни цилиндри. Последните се простират от подножието до началото на каньона и са получили името "Каменна симфония". 
„Симфония от камъни“ спечели конкурса през 2013 г. за туристически плакати на Световната организация по туризъм на ООН (UNWTO) „Vettor Giusti“ в категория Европа. Армения беше призната за победител с плаката на скалните уникати.

## Прояви на вандализъм
Базалтовата симфония е подложена на чести атаки от много високопоставени служители и бизнесмени на Армения, които за да придадат красив външен вид на своите частни къщи или сгради, които притежават, откъсват големи участъци от "Симфонията", нарушавайки първоначалния вид на природния паметник. Сега отделни части от него са почти напълно разрушени.

## Галерия
- Քարերի սիմֆոնիան
- Քարերի սիմֆոնիա
- Քարերի սիմֆոնիա
- Քարերի սիմֆոնիա

|  | Тази страница частично или изцяло представлява превод на страницата Քարերի սիմֆոնիա в Уикипедия на арменски. Оригиналният текст, както и този превод, са защитени от Лиценза „Криейтив Комънс – Признание – Споделяне на споделеното“, а за съдържание, създадено преди юни 2009 година – от Лиценза за свободна документация на ГНУ. Прегледайте историята на редакциите на оригиналната страница, както и на преводната страница, за да видите списъка на съавторите. ВАЖНО: Този шаблон се отнася единствено до авторските права върху съдържанието на статията. Добавянето му не отменя изискването да се посочват конкретни източници на твърденията, които да бъдат благонадеждни. |